# In Your Eyes (辛島美登里のアルバム)
In Your Eyes（いんゆああいず）は、辛島美登里の通算7枚目のスタジオ・アルバム。1995年2月22日発売。発売元は東芝EMI内のTM FACTORYレーベル。規格品番はTOCT-8809。

## 概要
今作より先行シングルとしてリリースされた「水の星座」（TODT-3413）を収録。なお「流されながら」（FHDF-1386）は収録されていない。
のちに「平凡」がシングルカットされた（カップリングは「恋も仕事も」のニューアレンジメントバージョン・小田急電鉄「箱根周遊記」キャンペーンイメージソング）（TODT-3496）。
メジャーデビューから長年所属していたファンハウスを離れ、東芝EMI内のTM FACTORYレーベル移籍後初のオリジナルアルバムとなる。

## 収録曲
| 全作詞・作曲: 辛島美登里。 |                        |            |            |          |      |
| #                          | タイトル               | 作詞       | 作曲・編曲 | 編曲     | 時間 |
| 1.                         | 「冷たい瞳」           | 辛島美登里 | 辛島美登里 | 大村雅朗 | 4:58 |
| 2.                         | 「水の星座」           | 辛島美登里 | 辛島美登里 | 十川知司 | 4:50 |
| 3.                         | 「恋も仕事も」         | 辛島美登里 | 辛島美登里 | 萩田光雄 | 5:14 |
| 4.                         | 「ポニーテールの顔で」 | 辛島美登里 | 辛島美登里 | 小林信吾 | 4:39 |
| 5.                         | 「地図」               | 辛島美登里 | 辛島美登里 | 十川知司 | 5:32 |
| 6.                         | 「Why Why Why?」       | 辛島美登里 | 辛島美登里 | 松本晃彦 | 5:27 |
| 7.                         | 「メトロの朝」         | 辛島美登里 | 辛島美登里 | 十川知司 | 4:40 |
| 8.                         | 「春ひばり」           | 辛島美登里 | 辛島美登里 | 服部隆之 | 5:10 |
| 9.                         | 「つゆ草のにおい」     | 辛島美登里 | 辛島美登里 | 十川知司 | 4:21 |
| 10.                        | 「平凡」               | 辛島美登里 | 辛島美登里 | 大村雅朗 | 5:06 |
| 合計時間:                  | 合計時間:              | 合計時間:  | 49:57      |          |      |